# Kermode and Mayo's Film Review

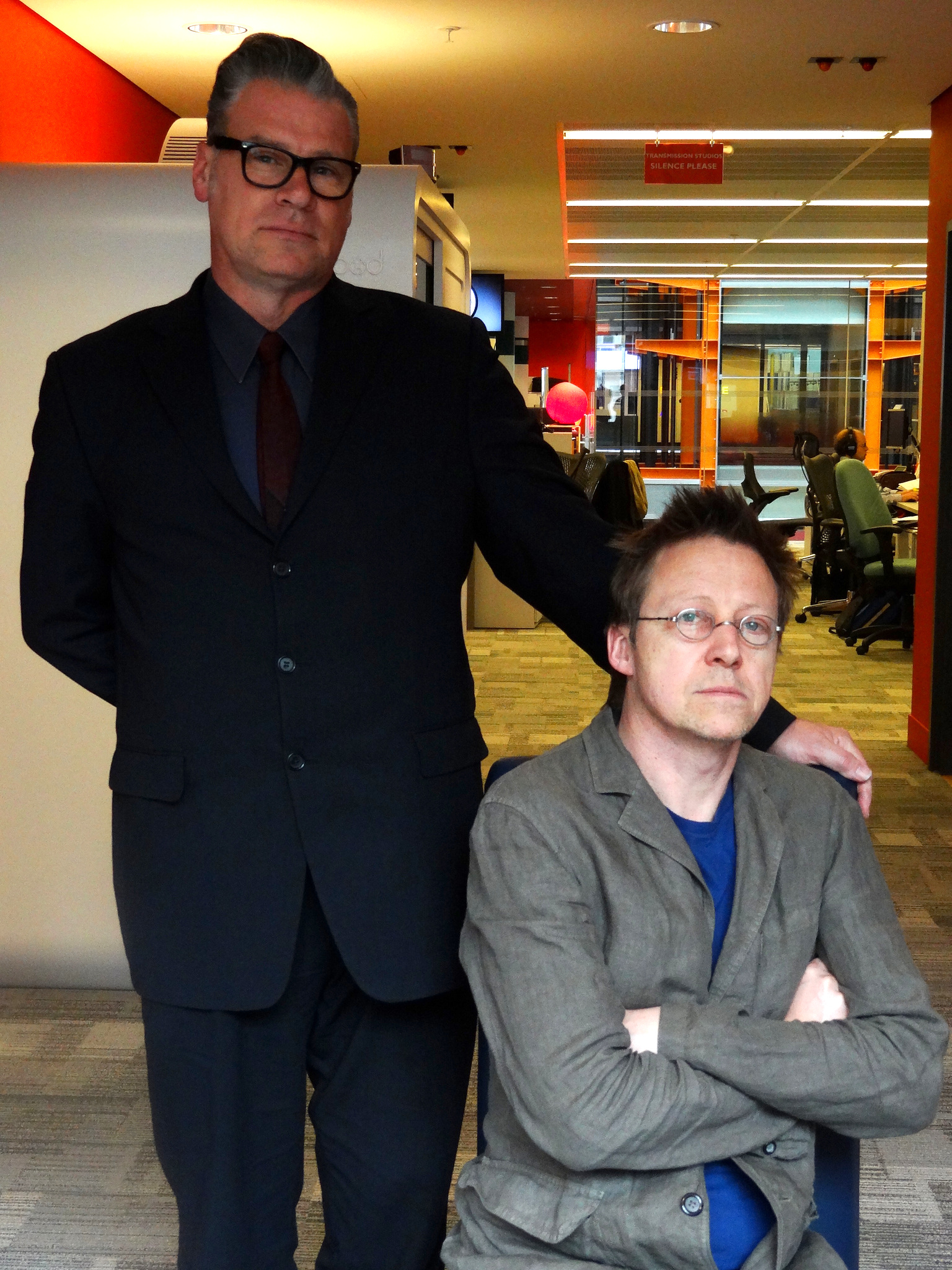
Mark Kermode (a la izquierda) y Simon Mayo en 2013

Kermode and Mayo's Film Review es un programa de radio británico, presentado por Mark Kermode y Simon Mayo, transmitido en la cadena BBC Radio 5 Live todos los viernes por la tarde de 2 a 4. Laudado como 'The BBC's flagship movie podcast', el programa ofrece críticas de películas actualmente en salas por Kermode, entrevistas con actores, directores y más figuras importantes del cine, e incorpora temas y comentarios del público que se comunican con el programa a través de correo electrónico, Twitter, y SMS. El apodo del programa es "Wittertainment".
El programa se transmite en directo por radio, acompañado de imágenes de webcam en vivo por la propia página de la BBC. Posteriormente, cada programa está disponible en BBC iPlayer y como podcast. Críticas emitidas en el programa están también individualmente disponibles en la página de Five Live, o vídeos en YouTube.

## Historia
Kermode y Mayo presentaron por primera vez juntos en BBC Radio 1 en la década de los '90. La versión actual del programa se inició en Radio 5 Live en el 2001, como un segmento breve en el capítulo del viernes del programa diario de Mayo Al reunirse en Radio 5 Live, su relación continuó tal como había comenzado en BBC Radio 1, con Kermode recordando que sus primeras palabras, casi una década antes, podían haber sido "And another thing...".
En el 2005, el programa de Kermode y Mayo se lanzó en podcast por primera vez, el mismo año que "podcast" fue elegido por el New Oxford American Dictionary como palabra del año. Según Brett Spencer, quien entonces trabajaba para Radio 5 Live, fue descargado 42 veces en la primera semana.
En el 2009, el programa recibió un premio "Sony Radio Academy Awards".
Mientras se marchó Mayo de Five Live en enero de 2010 para empezar en BBC Radio 2, el programa se siguió emitiendo por Five Live, y ampliado a dos horas se convirtió en un programa en sí mismo a partir del 2 p. m. todos los viernes.
En junio de 2011, se anunció que la BBC había firmado un contrato de dos años para que el programa siguiera bajo las auspices de una productora externa. El cambio después de diez años fue parte de una campaña de la BBC para que más de sus programas de radio fueran producidos por proveedores externos. Desde entonces Simon Poole ha sido el productor, Robin Bulloch editor, y Rowan Woods booker de invitados. La nueva productora, Somethin' Else, anunció su intención de "aumentar el perfil de la marca 'Kermode y Mayo' con más disponibilidad de podcasts, y una "nueva estrategia digital'".
En julio del 2011, el podcast había alcanzado unas 120.000 descargas semanales.

## Formato
La primera hora del espectáculo contiene normalmente un resumen de las diez películas de mayor éxito en taquilla británica de esa semana, con breves comentarios de Kermode sobre las películas que el haya visto de estas, entre cuales Mayo lee comentarios de los oyentes sobre las películas que Kermode no ha visto. El resto de la primera hora está compuesto por entrevistas con invitados. La segunda hora se dedica a críticas más a fondo de películas recién estrenadas. Al final de cada programa, Kermode nombra su 'Película de la Semana ".
A lo largo de cada programa, Kermode y Mayo discuten de manera mezquina, que ha sido comparado con una "pareja casada rencorosa";. La asociación década incluye numerosos chistes y argumentos en curso

### Invitados regulares
Varios actores han hecho múltiples apariciones en el programa, especialmente Jason Isaacs, Mark Strong, Michael Sheen y David Morrissey, y se conocen como amigos del Show. En cada programa, varios de estos amigos pueden ser saludados, por la frase "And hello to...". Jason Isaacs suele ser el primero en ser saludado, pues es amigo de la infancia de Kermode.
En febrero del 2012, buscando en google.co.uk el término "Jason Isaacs" resultaría en que apareciese el mensaje "Hello to Jason Isaacs" antes de los resultados de búsqueda. La frase también ha hecho una aparición en The Tonight Show, después de haber sido introducido en varios gráficos en pantalla.

### Presentadores suplentes
Algunos presentadores alternativos se hacen cargo del programa cuando Kermode y Mayo están ausentes por vacaciones, otros trabajos o de baja por enfermedad. Los más regulares para suplantar a Kermode son Boyd Hilton y Nigel Floyd (crítico de cine de la revista Time Out), comúnmente conocida como Boyd y Floyd. Sustitutos de Mayo han incluido Colin Murray, Richard Bacon y Colin Paterson.

### Transmisiones especiales

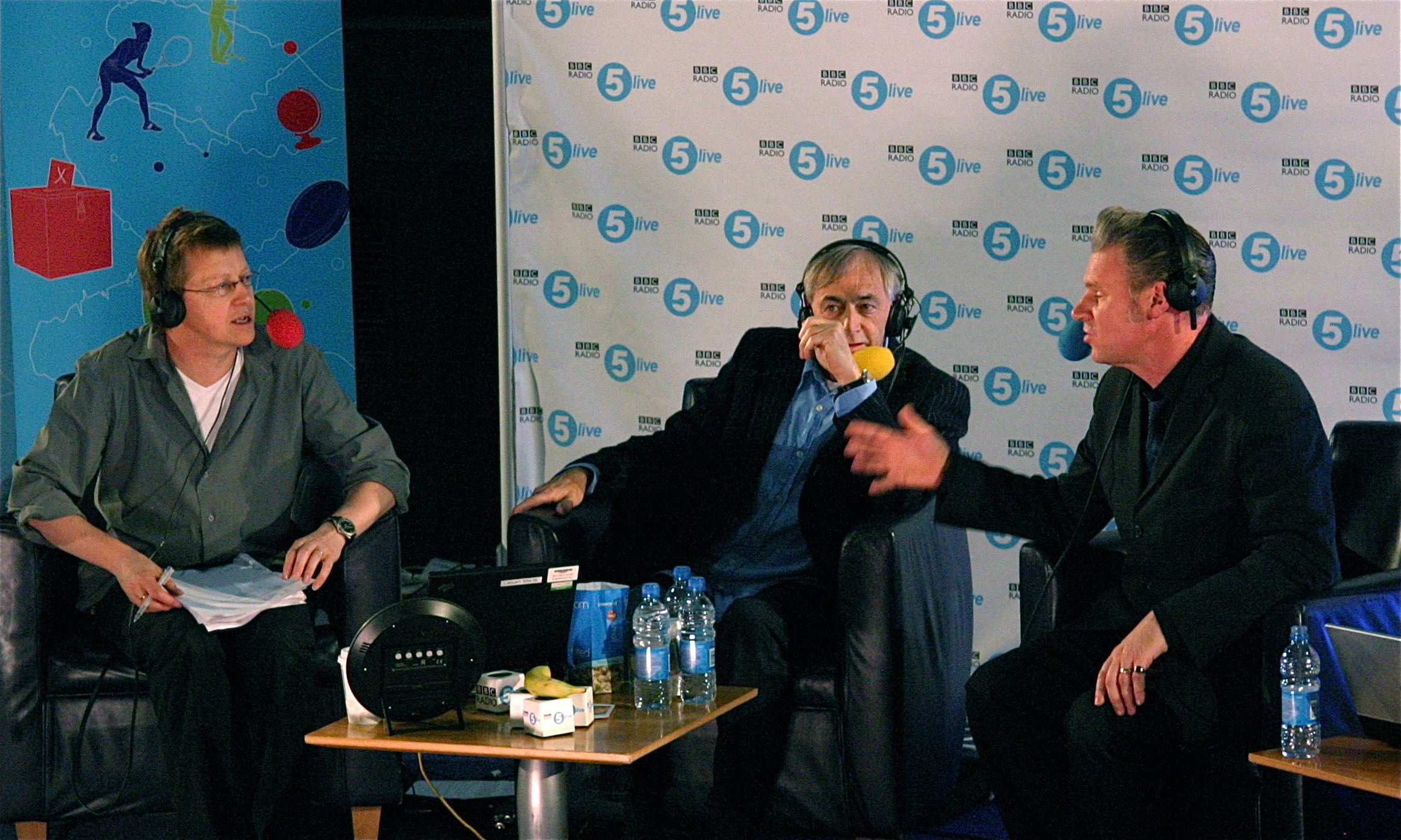
Simon Mayo (a la izquierda0 y Mark Kermode (a la derecha) charlan con Bill Forsyth durant la grabación de la emisión en Edimburgo en 2009

Además del programa semanal, ha habido varias emisiones especiales. Estos incluyen un especial anual 'Review of the Year', pregrabado y emitido en Nochevieja, durante el cual Kermode nombra las mejores y peores películas del año, un concurso de Navidad, transmitido en Nochebuena con invitados especiales y grabado con una audiencia en vivo, y ocasionales emisiones externas (por ejemplo, desde la Phoenix Cinema en East Finchley, una emisión de 2009 de la "Edinburgh International Film Festival", o durante eventos deportivos cuando el programa de Mayo se transmite desde donde el evento).
Como parte de las celebraciones del 10.º aniversario, el espectáculo fue transmitido en una edición especial con música de cine interpretada por la Orquesta Filarmónica de la BBC. Como parte de la interpretación del tema de  Midnight Cowboy, Kermode toco el solo de armónica.

### Bromas recurrentes
Después de diez años, Kermode y Mayo han desarrollado una serie de chistes recurrentes y temas que se tocan a menudo durante el programa y entrevistas. Estos incluyen el amor Kermode por la película  El Exorcista, el hecho de que Mayo no ha visto nunca  El Exorcista ni ha leído el libro que escribió Kermode, las manos grandes y agitadas de Kermode ("big flappy hands"), Werner Herzog, el desprecio de Kermode de la Festival de Cannes, su desprecio por las películas en 3-D, y muchos más. Como parte de sus críticas, a menudo Kermode imita de forma caricaturizante a actores y directores conocidos, como por ejemplo Quentin Tarantino, Werner Herzog, o Renee Zellweger.
Kermode y Mayo también se conocen a veces como "los doctores". Kermode tiene un doctorado en Inglés, mientras que Mayo recibió un doctorado de letras de la Universidad de Warwick en 2005. La diferencia entre el doctorado académico de Kermode, y el honorario de Mayo, es una fuente de frecuentes piques entre la pareja.
Una característica especial de la serie es la tendencia de Kermode para comenzar una crítica con calma pero que en seguida desciende a una diatriba negativa y campanuda, que puede durar hasta 10 o 15 minutos.

### Cinema code of conduct
En 2010, Kermode y Mayo desarrollaron un Código de Conducta de Cine, que se inició como una orientación para los aficionados del cine, en cuanto a la mejor manera de comportarse al ver una película en sala pública.  Durante el desarrollo del Código, el público fue invitado a presentar sugerencias sobre posibles recomendaciones.
El Código de Conducta de Cine incluye las siguientes reglas:
- No Comer
- No Sorber de manera audible
- No Murmurar
- No Descuido irresponsable de menores
- No Hobbies
- No Hablar
- No Uso de teléfonos móvil
- No Patadas en asientos
- No Llegar tarde
- No Quitarse el calzado

## Producciones relacionadas
Kermode y Mayo también han aparecido enThe Culture Show con un segmento llamado "The Screening Room", presentado desde varios lugares, donde películas específicas se debatieron con una sala de espectadores antes de mostrar secuencias de las mismas. Kermode también mantiene un blog en la página web de la BBC, llamado 'Kermode Uncut', donde se invita el debate de los espectadores, y a menudo continúa o comienza discusiones del programa de radio.
Durante su crítica de Percy Jackson y el ladrón del rayo, Kermode hizo un comentario al pasar que la película era tan similar a la s de Harry Potter que se bien podría ser llamado 'Benjamin Sniddlegrass y el Caldero de Pingüinos'. El oyente Jeremy Dylan luego tomó este título y produjo finalmente una película independiente, basada en el concepto, con Stephen Fry como narrador, a raíz de la estructura básica de los libros de Harry Potter, donde el personaje principal descubre habilidades especiales y va a una escuela especial. La película contiene una multitud de referencias a temas corrientes y chistes de Wittertainment y

## Premios
- Premio de Oro de Discurso, Sony Awards 2009[7]
- Mejor Colaborador Especialista, Mark Kermode, Sony Awards 2010[22]